# Керсон Хедлі
Керсон Хедлі (22 травня 1989) — мікронезійський плавець.
Учасник Олімпійських Ігор 2008, 2012 років.